# 公爵夫人谷城堡
公爵夫人谷城堡（法語：Château de Val-Duchesse）是位於比利時布鲁塞尔首都大区奥德海姆的一座莊園建築，修建在一座修道院的原址上。第二次世界大戰之後，公爵夫人谷城堡曾多次是比利時和歐洲重要政治談判的場所。